# Ivan V. Paleolog
Ivan V. Paleolog (grško starogrško Ίωάννης Ε' Παλαιολόγος, Iōannēs V Palaiologos) je bil cesar Bizantinskega cesarstva, ki je vladal v letih 1341-1376 in  1379-1391, *  18. junij 1332, Didimotika, Bizantinsko cesarstvo, † 16. februar 1391, Konstantinopel, Bizantinsko cesarstvo. 

## Življenje
Ivan V. je bil sin cesarja Andronika III. in njegove žene Ane, hčerke grofa Amadeja V. Savojskega in njegove žene Marije Brabantske. Ivanovo dolgo vladanje je zaznamovalo postopno propadanje moči Bizantinskega cesarstva zaradi številnih državljanskih vojn in stalno rastoče moči osmanskih Turkov.  
Na prestol je prišel leta 1341 kot osem let star otrok. Njegovo vladanje se je začelo z državljansko vojno med njegovim uradnim regentom, očetovim prijateljem Ivanom Kantakuzenom, in samooklicanim regentskim svetom, ki so ga sestavljali njegova mati Ana, patriarh Ivan VI. Kalek in megas doux Aleksej Apokavk.  Med državljansko vojno je Ana leta 1341 zastavila bizantinske kronske dragulje za 30.000 beneških dukatov. V letih 1346 do 1349 je v Konstantinoplu razsajala  črna kuga.
V vojni je zmagal Ivan Kantakuzen in od leta 1347 vladal kot socesar, dokler ni njegovega sina Mateja leta 1352 napadel Ivan V. Paleolog. Začela se je druga državljanska vojna,  v kateri je Ivan V. prosil za pomoč srbskega kralja Štefana Dušana. Kralj mu je obljubil 4.000 srbskih konjenikov. Matej Kantakuzen je za pomoč prosil svojega  očeta in dobil 10.000 osmanskih Tukov. V bitki oktobra 1352 so Turki v bizantinski službi popolnoma uničili koalicijsko vojsko Ivana V. Osmansko cesarstvo je z gradom Čimpe na Galipoliju pridobilo prvo ozemlje na evropski celini. Leta 1354 je Ivanu V. uspelo odstaviti Ivana VI. in ga vtakniti v samostan. Leta 1357 mu je uspelo odstaviti tudi Mateja, ki so ga ujeli Srbi in ga za odkupnino predali Ivanu V.
Leta 1366 se je Ivan V. v Budimu sestal z ogrskim kraljem Ludvikom I. in ga prosil za pomoč. Ludvik mu jo je obljubil pod pogojem, da se spreobrne v katoliško vero ali vsaj doseže patriarhovo priznanje papeževe nadoblasti. Ivan V. je z ogrskega dvora odšel praznih rok iskat pomoč proti Osmanom po drugih evropskih dvorih.
Kantakuzenovi zavezniki Osmani so še naprej pritiskali na Ivana V. Sulejman paša, sin sultana Orhana I., je na čelu svoje vojske osvojil Odrin in Plovdiv in začel od bizantinskega cesarja pobirati davek. Ivan V. je pozival Zahod za pomoč in leta 1367 predlagal papežu Urbanu V. spravo med pravoslavno in katoliško Cerkvijo in podreditev  patriarhata rimskemu papežu. Oktora 1369 se je Ivan V. na potovanju  iz Neaplja v baziliki sv. Petra v Rimu  formalno spreobrnil v katoliško vero in priznal papeža za vrhovnega poglavarja Cerkve. Pri spreobrnitvi ni bila prisotna pravoslavna duhovščina in njegova poteza ni končala velike shizme.
Obubožan zaradi vojne je bil med obiskom Benetk leta 1369 priprt zaradi dolgov. Na poti domov so ga aretirali  tudi v Bolgariji. Leta 1371 je priznal suverenost sultana Murata I. Sultan mu je kasneje pomagal v sporu s sinom  Andronikom IV., ki ga je leta 1376 odstavil. 
Leta 1390 je bizantinski prestol uzurpiral njegov vnuk Ivan VII., vendar je bil kmalu odstavljen. Isto leto je Ivan V. ukazal okrepiti konstantinopelsko obzidje. Za obnovo so uporabili marmor iz porušenih cerkva v mestu in njegovi okolici. Po zaključku gradenj je Bajazid I. zahteval, da se vse novogradnje porušijo in grozil z vojno in oslepitvijo Ivanovega sina Manuela, ki je bil v osmanskem ujetništvu. Ivan je izpolnil njegovo zahtevo in zaradi globokega ponižanja kmalu zatem 16. februarja 1391 umrl.
Nasledil ga je sin Manuel. Mlajši sin Teodor je bil že od leta 1383 despot Morejskega despotata.

## Družina
Ivan V. se je 28. maja 1347  poročil s Heleno Kantakuzeno, hčerko svojega socesarja Ivana VI. Kantakuzena in Irene Asanine. Z njo je imel štiri sinove in najmanj dve hčerki:
- Andronika IV. Paleologa (2. april 1348 – 28. junij 1385)
- Ireno Paleologino (okoli 1349 – po 1362), poročeno s princem Halilom, sinom Orhana I. in Helenine sestre Teodore Kantakuzene; z njim je imela dva sinova,  princa Gunduza in Omarja[4]
- Manuela II. Paleologa (27. junij 1350 – 21. julij 1425)
- Teodorja I. Paleologa, despota Moreje (okoli 1355 – 24. junij 1407)
- Mihaela Paleologa (umrl 1376/1377), zahtevnika prestola Trabzonskega cesarstva
- Marijo Paleologino (umrla 1376), zaročeno z Muratom I., vendar je pred poroko umrla
- hčerko, zaročeno s Petrom II. Ciprskim, ki morda ni bila Irena ali Marija
- dve neimenovani hčerki, ki sta domnevno leta 1373 odšli v samostan; obe bi lahko bili različni od omenjenih hčera